# 圣罗芒德科迪耶尔
圣罗芒德科迪耶尔（法語：Saint-Roman-de-Codières，法語發音：[sɛ̃ ʁɔmɑ̃ də kɔdjɛʁ]）是法国加尔省的一个市镇，属于勒维冈区。

## 地理
圣罗芒德科迪耶尔（44°0'8"N, 3°46'39"E）面积18.43 平方千米，位于法国奧克西塔尼大區加尔省，该省份为法国南部沿海省份，南端濒地中海，北起顺时针与阿尔代什省、沃克吕兹省、罗讷河口省、埃罗省、阿韦龙省和洛泽尔省接壤。
与圣罗芒德科迪耶尔接壤的市镇（或旧市镇、城区）包括：拉卡迪耶尔和康博、科洛尼亚克、克罗斯、圣马夏尔、叙梅讷。

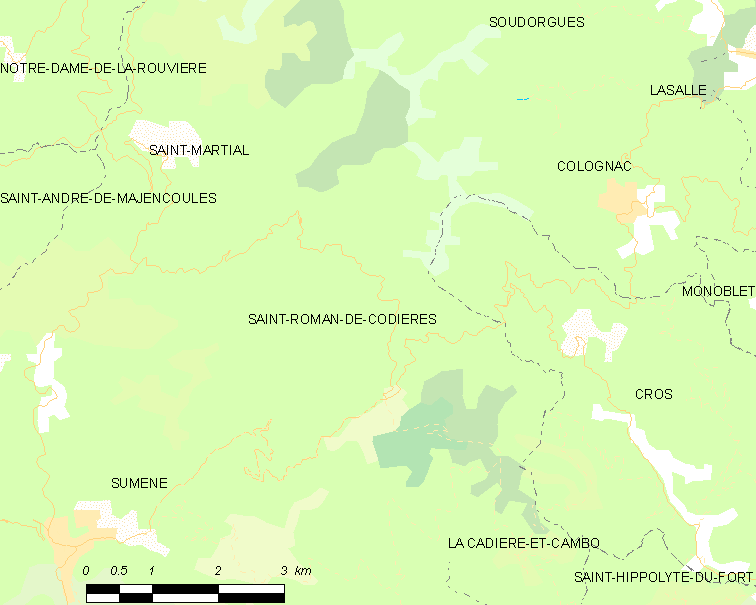
圣罗芒德科迪耶尔的OSM定位图

圣罗芒德科迪耶尔的时区为UTC+01:00、UTC+02:00（夏令时）。

## 行政
圣罗芒德科迪耶尔的邮政编码为30440，INSEE市镇编码为30296。

## 政治
圣罗芒德科迪耶尔所属的省级选区为勒维冈县。

## 人口

1962-2008年间圣罗芒德科迪耶尔人口变化图示

圣罗芒德科迪耶尔于2022年1月1日时的人口数量为166人。